# アルゼンチン海軍

アルゼンチン海軍（西：Armada de la Republica Argentina、ARA）は、アルゼンチンの海軍。

## 概要
アルゼンチン海軍は1810年から始まったアルゼンチン独立戦争がきっかけで結成され、ウィリアム・ブラウンの指揮下でアルゼンチンの独立に貢献した。
20世紀初頭にはブラジルとチリとの間で起きた建艦競争により大規模な海軍を建設し、第二次世界大戦の頃には米英日仏伊の五大海軍大国に次ぐ海軍国として独ソの海軍に匹敵する世界第8位の海軍力を誇ったが大戦中の殆どの期間を中立国として過ごしたため活躍の機会は無かった。
戦後は空母を中心とする艦隊を保有したが1982年のフォークランド戦争で敗北し、現在ではアルゼンチンの経済不振により海軍も縮小を余儀なくされたため往時の面影は殆ど無い。

## 組織
2024年現在、総員16,400名。
- 水上艦隊司令部（Comando de la Flota de Mar、COFM）　所在地：プエルト・ベルグラーノ
- 海軍輸送司令部（Comando de Transportes Navales、COTN）　所在地：プエルト・ベルグラーノ
- 潜水艦司令部（Comando de Fuerza de Submarinos、COFS）　所在地：マル・デル・プラタ
- 海兵隊司令部（Comando de la Infantería de Marina、COIM）　所在地：プエルト・ベルグラーノ
- 海軍航空隊司令部（Comando de Aviación Naval、COAN）　所在地：プエルト・ベルグラーノ
- 大西洋海軍管区司令部（Área Naval Atlántica、ANAT）　所在地：マル・デル・プラタ
- 南部海軍管区司令部（Área Naval Austral、ANAU） 　所在地：ウシュアイア
- 河川海軍管区司令部（Área Naval Fluvial、ANFL）　所在地：サラテ

### 海兵隊
人員は2,500人からなる。組織構成は以下のとおり。
- 第3海兵大隊（海軍参謀本部直轄警備隊）
- 水陸両用海兵旅団
  - 第1・第2海兵歩兵大隊
  - 第1野戦砲兵大隊
  - 第1通信大隊
  - 指揮・後方支援大隊
  - 第1水陸両用車大隊
  - 防空大隊
  - 水陸両用工兵中隊
  - 基地業務群
- 南部方面海兵旅団
  - 第4・第5海兵歩兵大隊
  - プエルト・ベルグラーノ基地警備大隊

### 海軍航空隊
人員は2,000人からなる。
- 第1海軍航空隊（Fuerza Aeronaval 1）　プンタ・インディオ（Punta Indio）海軍航空基地、所在地はラプラタ。
  - 海軍航空学校（Escuela de Aviación Naval） 基礎教育、T-34を運用。
  - 第1攻撃海軍航空隊（1ra Escuadrilla Aeronaval de Ataque）予備役、固有の所属機は無し。
  - 航空写真海軍航空群（Agrupación Aeronaval Aerofotográfica） 偵察・訓練および輸送、ビーチクラフト キングエア B200を運用。
- 第2海軍航空隊（Fuerza Aeronaval 2）　コマンダンテ・エスポーラ（Comandante Espora）海軍航空基地、所在地はバイアブランカ。
  - 第2戦闘爆撃海軍航空隊（2da Escuadrilla Aeronaval de Caza y Ataque） 戦闘攻撃、シュペルエタンダールを運用。
  - 対潜海軍航空隊（Escuadrilla Aeronaval Antisubmarina）対潜、S-2とピラタス PC-6を運用。
  - 第1ヘリコプター海軍航空隊（1ra Escuadrilla Aeronaval de Helicópteros）SA 316とユーロコプター フェニックを運用。
  - 第2ヘリコプター海軍航空隊（2da Escuadrilla Aeronaval de Helicópteros）SH-3 シーキングとアグスタAS-61を運用。
  - 第3ヘリコプター海軍航空隊（3ra Escuadrilla Aeronaval de Helicópteros）UH-1を運用。
- 第3海軍航空隊（Fuerza Aeronaval 3）　アルミランテ・ザール（Almirante Zar）海軍航空基地、所在地はチュブ州トレリュー。ウルグアイ国境沿いから南極大陸までの海域の捜索救難を担当する。
  - 調査海軍航空隊（Escuadrilla Aeronaval de Exploración）P-3を運用。
  - 海洋監視海軍航空隊（Escuadrilla Aeronaval de Vigilancia Marítima）ビーチクラフト キングエア B200を運用。
  - 第2輸送後方支援海軍航空隊（2da Escuadrilla Aeronaval de Sostén Logístico Móvil）エセイサ国際空港内に基地を設けている。フォッカー F28を運用。

## 階級
| 士官                  |                      |      |  |
| 海軍大将              | Almirante            | OF-9 |  |
| 海軍中将              | Vicealmirante        | OF-8 |  |
| 海軍少将              | Contralmirente       | OF-7 |  |
| 海軍代将              | Comodoro de marina   | OF-6 |  |
| 海軍大佐              | Capitán de Navio     | OF-5 |  |
| 海軍中佐              | Capitán de Fragata   | OF-4 |  |
| 海軍少佐              | Capitán de Corbeta   | OF-3 |  |
| 海軍大尉              | Teniente de Navío    | OF-2 |  |
| 海軍中尉              | Teniente de Fragata  | OF-1 |  |
| 海軍少尉              | Teniente de Corbeta  | OF-1 |  |
| 海軍士官候補生        | Guardiamarina        | OF-D |  |
| 准士官および下士官    |                      |      |  |
| 上級下士官            | Suboficial Mayor     | WO   |  |
| 主任下士官            | Suboficial Principal | WO   |  |
| 1等下士官 （1等兵曹） | Suboficial Primero   |      |  |
| 2等下士官 （2等兵曹） | Suboficial Segundo   |      |  |
| 主任伍長              | Cabo Principal       |      |  |
| 1等伍長               | Cabo Primero         |      |  |
| 2等伍長               | Cabo Segundo         |      |  |
| 兵卒                  |                      |      |  |
| 1等水兵               | Marinero Primero     |      |  |
| 2等水兵               | Marinero Segundo     |      |  |

## 主要基地・施設
- ブエノスアイレス - 訓練
- リオ・サンティアゴ（ラ・プラタ） - 教育
- マル・デル・プラタ - 潜水艦基地
- プエルト・ベルグラノ - 主要基地
- ウシュアイア - 新規建設中

## 装備

### 艦艇
出典のないものは『Jane's Fighting Ships 2011-2012』より。所属各艦は「ARA」= Armada Republica Argentinaを冠する。
過去に就役した艦艇については「アルゼンチン海軍艦艇一覧」を参照。
潜水艦
- サルタ級×1隻

サルタ（S31 Salta） - 1974年
- TR-1700型×1隻

サンタ・クルス（S41 Santa Cruz） - 1984年
駆逐艦

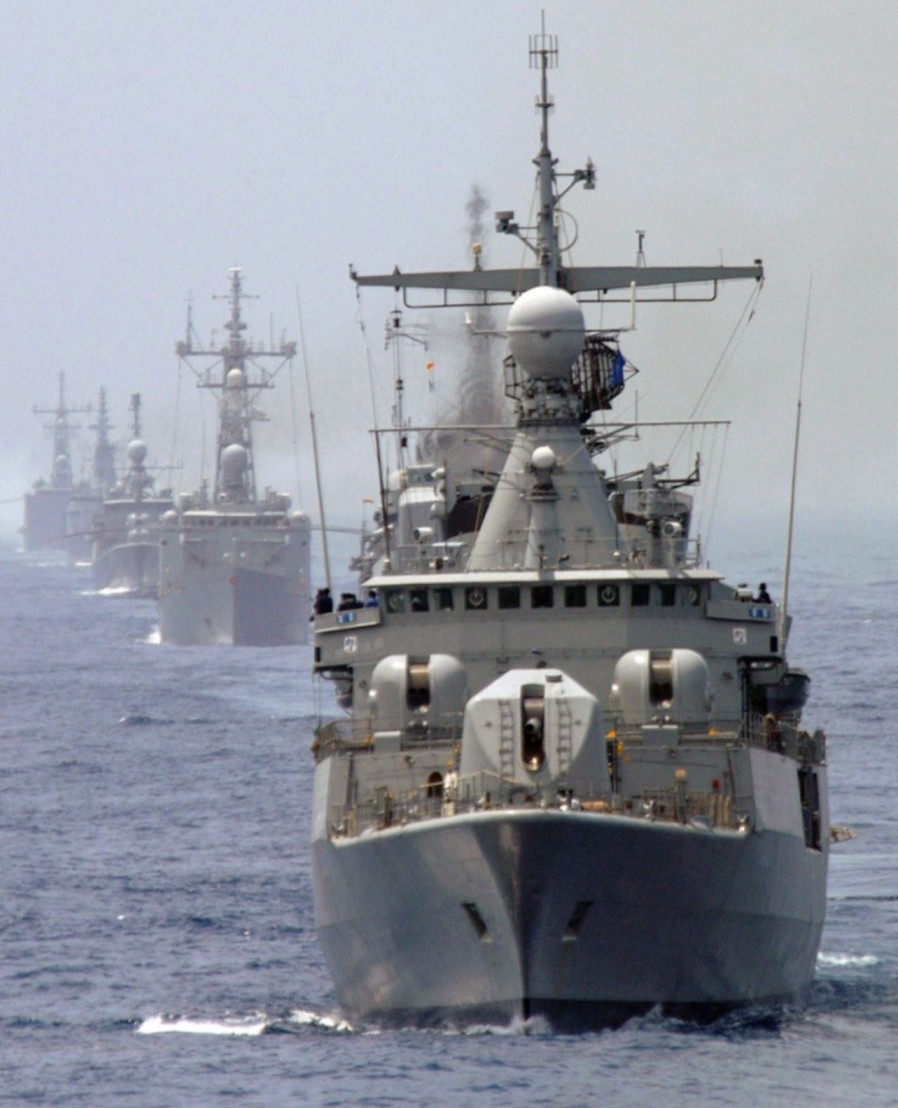
アルミランテ・ブラウン級駆逐艦

- アルミランテ・ブラウン級（MEKO 360 H2型）×4隻

アルミランテ・ブラウン（D10 Almirante Brown） - 1983年
ラ・アルヘンティーナ（D11 La Argentina）  - 1983年
エロイナ（D12 Heroína） - 1983年
サランディ（D13 Sarandí） - 1984年
フリゲート
- ドゥルモン級×3隻

ドゥルモン（31 Drummond） - 1978年
ゲリコ（32 Guerrico） - 1978年
グランビーレ（33 Granville） - 1981年
- エスポラ級（MEKO 140 A16型）×6隻

エスポラ（41 Espora） - 1985年
ロサレス（42 Rosales） - 1986年
スピロ（43 Spiro） - 1987年
パーカー（44 Parker） - 1990年
ロビンソン（45 Robinson） - 2000年
ゴメス・ロカ（46 Gómez Roca） - 2004年
哨戒艦
- POM[5]計画型

4隻建造中
- チェロキー級×2隻

フランシスコ・ド・グールチャガ（A3 Francisco de Gurruchaga） - 1945年
スボオフィシアル・カスティージョ（A6 Suboficial Castillo） - 1944年
- テニエンテ・オリビエリ（A2 Teniente Olivieri） - 1981年
- Sotoyomo級×1

アルフェレス・ソブラル（A9 Alférez Sobral） - 1944年
ミサイル艇
- イントレピダ級（英語版、スペイン語版）（TNC 45型）×2隻

イントレピダ（P85 Intrépida） - 1974年
インドミタ（P86 Indómita） - 1974年
哨戒艇
- バラデロ級×4

バラデロ（P61 Baradero） - 1978年
バランケーラス（P62 Barranqueras） - 1978年
クロリンダ（P63 Clorinda） - 1978年
コンセプシオン・デル・ウルグアイ（P64 Concepción del Uruguay） - 1978年
- ポイント級×2隻

（P65 Punta Mogotes） - 1970年
（P66 Rio Santiago） - 1970年
揚陸指揮艦
- エルクレス（B52 Hércules）[6] - 1976年
- LCVP×16隻

EDVP 30-37 他8隻
情報収集艦
- （Q11 Comodoro Rivadavia） - 1974年

測量艦
- （Q20 Puerto Deseado） - 1979年

測量艇
- （Q15 Cormoran） - 1964年

帆装練習艦
- リベルター（Q2 Libertad） - 1963年

練習艦
- キング級×2隻

ムラトゥーレ（P20 Murature） - 1945年
キング（P21 King） - 1946年
補給艦
- （B13 Ingeniero Julio Krause） - 1981年
- デュランス級×1隻

B-1 パタゴニア（Patagonia） - 1976年
輸送艦
- コスタ・スール級（Costa Sur）×3隻

（B3 Canal Beagle） - 1978年
（B4 Bahia San Blas） - 1978年
（B5 Cabo de Hornos） - 1979年
浮ドック
- 750t級×1隻

No.3
灯台見回り船
- Red級×3隻

シウダー・デ・サラテ（Q61 Ciudad de Zárate） - 1970年
シウダー・デ・ロサリオ（Q62 Ciudad de Rosario） - 1964年
プンタ・アルタ（Q63 Punta Alta） - 1965年
砕氷艦
- アルミランテ・イリサール（Q5 Almirante Irizar） - 1978年

曳船
- 各種×11隻

（R2 Querandi）、（R3 Tehuelche）、（R5 Mocovi）、（R6 Calchaqui）、（R7 Ona）、（R8 Toba）、（R10 Chulupi）、（R12 Mataco）、（R16 Capayán）、（R18 Chiquillán）、（R19 Morcoyán）

### 沿岸警備隊
2011年6月現在。『Jane's Fighting Ships 2011-2012』より。
巡視船
- （GC13 Delfin） - 1957年

大型巡視艇
- Lynch級×2隻

（GC21 Lynch） - 1964年
（GC22 Toll） - 1966年
- アルコン級（Halcon、B119型）×5隻

（GC24 Mantilla） - 1982年
（GC25 Azppardo） - 1983年
（GC26 Thompson） - 1983年
（GC27 Prefecto Fique） - 1983年
（GC28 Prefecto Derbes） - 1983年
- （GC43 Mandubi） - 1940年

河川警備船
- （GC47 Tonina） - 1978年

沿岸警備艇
- （GC101 Dorado） - 1939年
- Mar del Plata級（Z28型）×18隻

（GC64 Mar del Plata）、（GC65 Martin Garcia）、（GC66 Rio Lujan）、（GC67 Rio Uruguay）、（GC68 Rio Paraguay）、（GC69 Rio Parana）、（GC70 Rio de la Plata）、（GC71 La Plata）、（GC72 Buenos Aires）、（GC73 Cabo Corrientes）、（GC74 Rio Quequen）、（GC75 Bahia Blanca）、（GC76 Ingeniero White）、（GC77 Golfo san Matias）、（GC78 Madryn）、（GC79 Rio Deseado）、（GC80 Ushuaia）、（GC81 Canal de Beagle）
小型巡視艇
- 各種×35隻

（GC48 Estrellemar）、（GC49 Remora）、（GC50 Congrio）、（GC51 Mero）、（GC52 Marsopa）、（GC53 Petrel）、（GC54 Salmon）、（GC55 Bigua）、（GC56 Foca）、（GC57 Tiburon）、（GC58 Melva）、（GC59 Lenguado）、（GC60 Orca）、（GC61 Pinguino）、（GC88 Medusa）、（GC89 Perca）、（GC90 Calamar）、（GC91 Hipocampo）、（GC92 Robaldo）、（GC93 Camaron）、（GC94 Gaviota）、（GC95 Abadejo）、GC102-114
- Bazan型×1

（GC142 Surel）
- Alucat 1050型×10

（GC137 Cormoran）、（GC138 Cisne）、（GC139 Pejerrey）、（GC143 Surubi）、（GC144 Boga）、（GC145 Sabalo）、（GC146 Huala）、（GC147 Pacu）、（GC148 Manduruyu）、（GC149 Corvina）
- Alucat 850型×33

GC152-184
- Toro型×36 Fast Intervention Craft

警備艇
- 各種×22隻

（GC118 Alumine）、（GC119 Traful）、（GC120 Lacar）、（GC121 Fontana）、（GC122 Mascardi）、（GC123 Viedna）、（GC124 San Martin）、（GC125 Buenos Aires）、（GC126 Musters）、（GC129 Colhue）、（GC130 Maria L Pendo）、（GC131 Roca）、（GC132 Puelo）、（GC133 Futalaufquen）、（GC134 Falkner）、（GC135 Hess）、（GC136 Colhue Huapi）、（GC140 Yehuin）、（GC141 Quillen）、（GC150 Fagnano）、（GC151 Nahuel Huapi）、（Cardiel）
練習船
- 各種×4隻

（Esperanza）、（Adhara II ）、（Talita II ）、（Dr Bernardo Houssay）
支援艇
- 各種×6隻

（SI4 Puerto Buenos Aires）、SB3、SB5、（SB8 Canal Emilio Mitre）、（SB9 Canal Costanero）、SB10
水先船母船
- （DF15 Recalada） - 1972年

### 航空機
固定翼機
- シュペルエタンダール - 3機
- S-2T - 5機
- P-3B - 6機
- 200F - 2機
- フォッカー F28 - 2機
- BE-200F/M - 5機
- フェアチャイルドAU-23 - 1機
- EMB-326 - 4機
- T-34C - 10機

回転翼機
- SH-61D - 4機
- AS-555 - 3機
- SA-316B - 6機
- UH-1H - 7機

#### ミサイル
- エグゾセ - 21発/基
- R.550 (ミサイル)

### 陸戦兵器
- RRC 90F サゲー装甲戦闘車 - 12両[2]
- パナール VCR（英語版）装甲兵員輸送車 - 31両[2]
- LVTP-7装甲兵員輸送車 - 11両[2][7]
- AAVR-7装甲回収車 - 不詳[2]
- LARC-5水陸両用車 - 不詳[7]
- M114 155mm榴弾砲 - 6門[2][8]
- M56 105mm軽榴弾砲 - 13門[2][8]
- 120mm迫撃砲 - 12門[2]
- 81mm迫撃砲 - 58門[2]
- M1974 FMK-1 105mm無反動砲 - 30基[2]
- RBS 70 地対空ミサイル - 不詳[2]
- ボフォース 40mm対空機関砲 - 4基[2]

## 旗

国旗・軍艦旗
軍艦用国籍旗